# 폴 월터 하우저
폴 월터 하우저(Paul Walter Hauser, 1986년 10월 15일 ~ )는 미국의 배우, 프로레슬러, 음악가이다. 《리차드 쥬얼》(2019)에서 영화 제목과 동명인 실존 인물을 연기해 주목 받았으며, 2019년 제91회 전미 비평가 위원회 남우주연상을 수상했다.
미니시리즈 《블랙 버드》(2022)에서 역시 실존 인물인 연쇄살인범 래리 홀을 연기해 2023년 제28회 크리틱스 초이스 텔레비전상과 제80회 골든 글로브상의 텔레비전 영화‧미니시리즈 부문 남우주연상, 그리고 2024년 제75회 프라임타임 에미상 미니시리즈·영화 부문 남우조연상을 수상하였다.
2023년 11월 16일 본명을 그대로 링 네임으로 삼아 프로레슬링에 데뷔하여 인디단체에서 뛰고 있다. 트레이너는 폴 런던이다.

## 출연 작품

### 영화
- 아이, 토냐 (2017) - 숀 엑하트 역
- 블랙클랜스맨 (2018) - 아이번호 역
- 슈퍼 트루퍼스 2 (2018)
- 리차드 쥬얼 (2019) - 리처드 주얼 역
- Da 5 블러드 (2020) - 사이먼 역
- 락다운 213주 (2020) - 도저 역
- 실크 로드 (2021) - 커티스 클라크 그린 역
- 크루엘라 (2021) - 호레이스 역
- 쿠폰의 여왕 (2021)
- 늙은 아빠들 (2023)

### 애니메이션 영화
- 내 친구 어둠 (2024) - 어둠 역
- 인사이드 아웃 2 (2024) - 당황 역

### 텔레비전
- Kingdom (2014-17)
- 코브라 카이 (2019-현재)
- 블랙 버드 (2022)